# Sinophorus apocynae
Sinophorus apocynae är en stekelart som beskrevs av Sanborne 1984. Sinophorus apocynae ingår i släktet Sinophorus och familjen brokparasitsteklar. Inga underarter finns listade i Catalogue of Life.